# Nemanja Maksimović
Nemanja Maksimović (Banja Koviljača, 26. siječnja 1995.) srbijanski je nogometaš koji igra na poziciji zadnjeg veznog. Trenutačno igra za Shabab Al Ahli Club iz UAE-a.
Bio je dio mladog ogranka Crvene zvezde, a kasnije je bio u Domžalama za koje je debitirao kao profesionalni igrač. Godine 2015. potpisao je ugovor s Astanom. Nakon toga proveo je jednu sezonu u Valenciji.
Maksimović je igrao za reprezentaciju Srbije koja je 2013. osvojila UEFA Europsko prvenstvo do 19 godina. Na Europskom prvenstvu do 21 godine 2015. godine postigao je pobjednički gol u 118. minutu protiv Brazila.

## Vanjske poveznice
- Profil, Soccerbase (engl.)